# Tóth Iván
Tóth Iván (Budapest, 1971. március 22. –) magyar labdarúgó, edző. A magyar kupa egyik legnagyobb „tizenegyesölőjének” tartják. Az ő büntető védéseinek köszönhetően nyerte meg a Budapest Honvéd FC a Magyar Kupát 2007-ben, valamint jó részben neki tulajdonítható a UEFA-kupában való továbbjutás, a Nistru Otaci ellenében, szintén 2007-ben. 2019-ig a Budapest Honvéd kapusedzője volt. 2021 októberben a Mezőkövesd kapusedzője lett.